# Marilyn Meseke
Marilyn Meseke, (anche conosciuta come Marilyn Hume-Rogers) (Lima, 7 ottobre 1916 – Mount Dora, 12 settembre 2001), è stata una modella statunitense, eletta Miss Ohio nel 1931 e nel 1938 (all'età di quattordici anni) e Miss America 1938. La prima vittoria del titolo di Miss Ohio avvenne quando la Meseke aveva quattordici anni, e pertanto le fu impedito di procedere al concorso nazionale. La sua incoronazione fu la prima che il pubblico americano ha potuto vedere, dato che fu trasmessa attraverso il cinegiornale.
Marilyn Meseke era stata Battezzata Mary Ellen Spurrier, ma quando sua nonna vinse la sua custodia, la ribattezzò con il nome Marilyn ed il cognome di famiglia. Da bambina dimostrò un grande talento per la danza ed in particolar modo per il tip tap, talento che la aiutò a vincere il concorso di Miss America. In seguito al concorso, la Meseke continuò ad insegnare danza e nel 1944 sposò l'aviatore Stanley Hume con il quale ebbe un figlio. In seguito alla morte di Hume, Marilyn Meseke Hume sposò il pilota Benjamin Rogers.
Marilyn Meseke è morta in Florida il 12 settembre 2001, all'età di ottantaquattro anni.